# Терещенко, Валерий Иванович
Валерий Иванович Терещенко (13 июня 1901, Екатеринодар — 28 сентября 1994, Киев) — американско-украинский экономист, доктор экономических наук, профессор, один из первых в СССР специалист по менеджменту, автор книг и статей по организации управления. Редактор перевода монографии «Курс для высшего управленческого персонала» (1970). Один из потомков рода Терещенко.

## Биография
Отец родом из села нынешнего Недригайловского района Сумской области, мать — из кубанского казацкого рода.
Окончил Екатеринодарскую гимназию.
Во время Гражданской войны был мобилизован белыми в военное училище. В 1920 году, тяжело больной тифом, вместе с частями Белой армии был вывезен из Крыма.
Около 10 лет проживал в Чехословакии, окончил два вуза — экономическое отделение Политехнического института и Русский институт сельскохозяйственной кооперации в Праге. Получил звание доцента и некоторое время преподавал.
В 1930 году переехал в США. Окончил экономический факультет Колумбийского университета, преподавал в университетах США. Вел практическую работу — был вице-президентом фирмы, работал старшим экономистом в Министерстве сельского хозяйства США, консультантом ряда фирм, в т. ч. у Росуэлла Гарста, руководителем крупного научно-исследовательского проекта.
В 1960 году вернулся в СССР. С 1963-го жил в Киеве, работал в НИИ экономики и организации Минсельхоза Украины, преподавал в Киевском университете.
- 1971—84 — СКПН ИК АН УССР, сектор Комплексных проблем науковедения Института кибернетики АН УССР, отдел научно-технического потенциала.
- 1984—86 — ЦИНТП СОПС АН УССР, Центр исследований научно-технического потенциала Совета по изучению производительных сил Украини АН УССР
- 1986—91 — ЦИПИН ИСМ АН УССР, Центр исследований научно-технического потенциала и истории науки Института свертвёрдых материалов АН УССР
- 1991—94 — ЦИПИН НАНУ, Центр исследований научно-технического потенциала и истории науки имени Г. М. Доброва НАН Украины

Выступал с лекциями по вопросам управления, пользовавшимися большой популярностью.
Похоронен на Байковом кладбище.

## Книги
- Америка, в которой я жил. — Киев: [б. и.], 1963. — 125 с.
- Экономика и организация производства бройлеров в США (под редакцией М. С. Спивака). — Киев: Урожай, 1965. — 361 с.
- Организация и управление: опыт США. — М.: Экономика, 1965. — 48 с.
- Курс для высшего управленческого персонала. / Пер. с англ. Науч. ред. В. И. Терещенко. — М.: Экономика, 1971. — 807 с.
- Глушков В. М., Добров Г. М., Терещенко В. И. Беседы об управлении. М.: Наука, 1974. — 224 с.
- Організація і управління: Досвід США. — К.: 3нання, 1990. — 48 с.
- Проблема выбора: политика научных приоритетов на Западе. — К.: Політвидав України, 1990. — 157 с. ISBN 5-319-00475-3
- Беседы экономиста (недоступная ссылка). — М.: Знание, 1991. — 62 с. // (Новое в жизни, науке, технике. Экономика). ISBN 5-07-001863-9